# Фернандо Фернандес де Кордова
Дон Фернандо Фернандес де Кордова-і-Валькарсел, 2-й маркіз Мендігоррія (ісп. Fernando Fernández de Córdova y Valcárcel; 1809—1883) — іспанський військовик і політик, двічі очолював іспанський уряд.

## Кар'єра
1847 року отримав звання генерал-лейтенанта. Був генерал-капітаном Каталонії у 1846—1849 роках. У травні 1849 року був відряджений до Італії на чолі 4-тисячного війська з метою допомогти захистити папу Пія IX від італійських революціонерів.
Очолював уряд та одночасно був міністром оборони Іспанії впродовж одного дня (18 липня) 1854 року. У той період країна перебувала в умовах глибокої політичної кризи, що завершилась приходом до влади прогресиста Бальдомеро Еспартеро.
Кордова завжди підтримував королеву Ізабеллу II, однак 1868 року став на бік повстанців проти корони.
1872 року за правління Амадея I Кордова знову виконував обов'язки голови уряду, після чого відійшов від політики.